# Condado de Dearborn
O Condado de Dearborn é um dos 92 condados do estado americano de Indiana. A sede do condado é Lawrenceburg, e sua maior cidade é Lawrenceburg. O condado possui uma área de 795 km² (dos quais 5 km² estão cobertos por água), uma população de 46 109 habitantes, e uma densidade populacional de 58 hab/km² (segundo o censo nacional de 2000). O condado foi fundado em 1803.